# Cichla intermedia
Cichla intermedia és una espècie de peix de la família dels cíclids i de l'ordre dels perciformes.

## Morfologia
Els mascles poden assolir els 55 cm de longitud total i els 3 kg de pes.

## Distribució geogràfica
Es troba a Sud-amèrica: conca de l'Orinoco a Veneçuela.